# 西安名吃

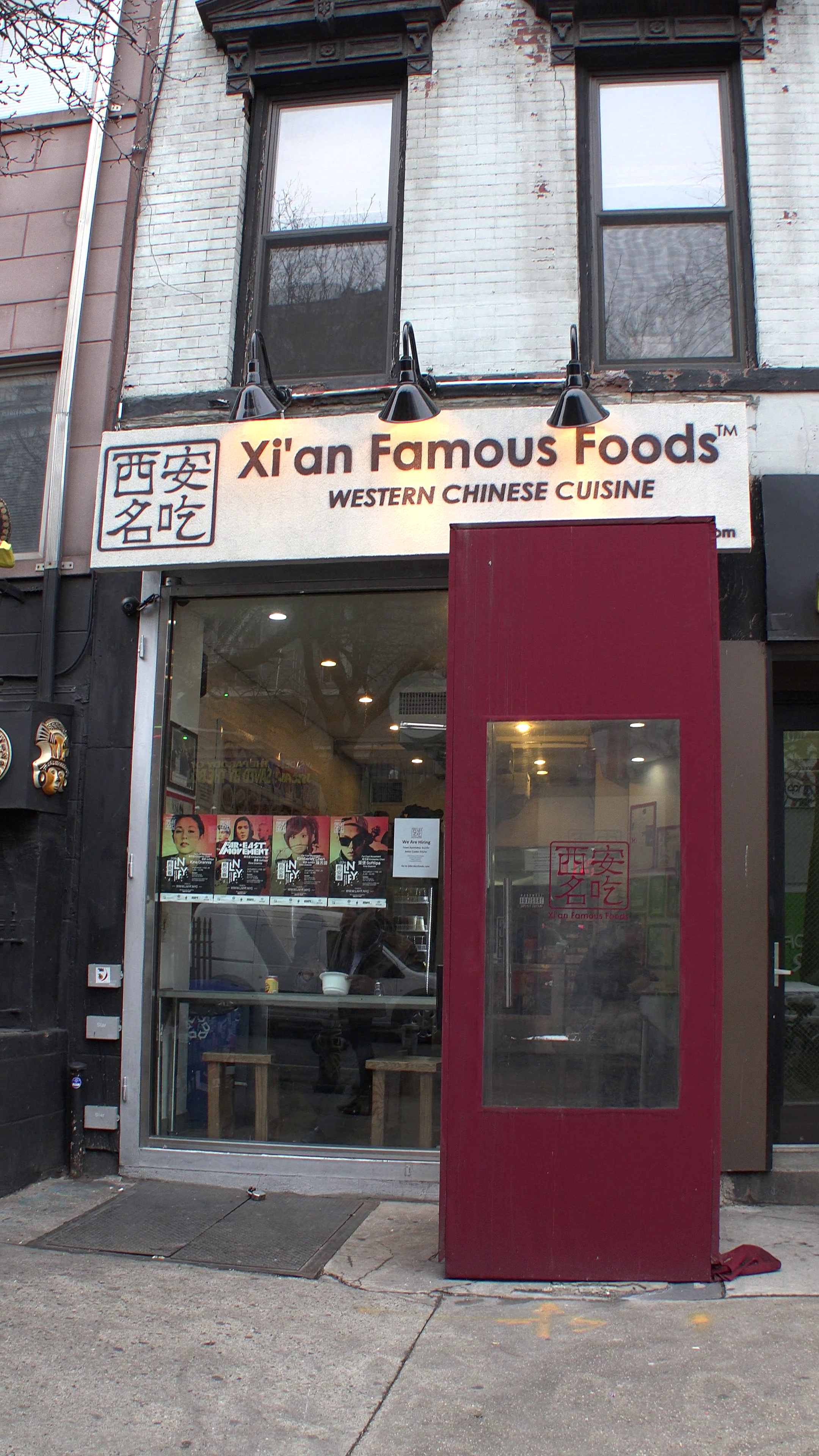
曼哈頓第八街西安名吃餐廳

西安名吃（Xi'an Famous Foods）是一家位在紐約的中式連鎖快餐餐廳，其菜色有肉夹馍、涼麵、羊肉泡馍等西北中国菜。餐廳是在2005年時成立，曾被
Cooking Channel頻道的《Food(ography)》節目、Kelly Choi的《Eat Out NY》節目、安東尼·波登的《波登不設限》節目所報導，也曾在《纽约时报》、《紐約》雜誌、《华尔街日报》、《福布斯》雜誌中有相關報導。在曼哈顿、皇后区和布鲁克林等地都有分店。

## 歷史
王夢迪是西安名吃的負責人。他在中國西安出生，他和家人也是來自西安。他和家人移居到美國後，想念家鄉的料理，因此用了祖父的私房食譜作菜，他們認為也會有人和他們一樣，想念陝西的家鄉料理。
王夢迪的父親之前曾開設珍珠奶茶店，並且在店旁販售食物。王夢迪當時就讀圣路易斯华盛顿大学，在放假時會協助父親作生意。他們很快就發現所販售的食物比珍珠奶茶還要暢銷，因此在2005年下年時，將店舖遷到法拉盛黃金商場的地下室，命名為西安名吃（Xi’an Famous Foods）。
王夢迪在2009年畢業，取得商學士學位，之後曾在其他公司工作一小段時間，之後就決定要和父親一起經營西安名吃。之後西安名吃在曼哈顿及布鲁克林開了八間店。店內有販售涼皮、孜然羊肉夹馍、手扯麵等陝西料理。王夢迪曾告訴紐約時報：「We’re going to keep it pure, because that’s what people are coming to us for。」

## 外部連結
- 官方網站 （页面存档备份，存于）（英文）